# Arvid Spångberg
Arvid Fredrik Spångberg  (né le 3 mars 1890 à Stockholm et mort le 11 mai 1959 à New York) est un plongeur suédois.

## Palmarès

### Jeux olympiques
- Jeux olympiques de 1908 à Londres (Royaume-Uni) :
  -  Médaille de bronze du haut-vol à 10 mètres[1].